# Калиновский (Киквидзенский район)
Калиновский — хутор в Киквидзенском районе Волгоградской области России, административный центр Калиновского сельского поселения.
Хутор образован в результате слияния хуторов Цепляевского, Вчерашне-Щанского и Якушевского.
Население — 798 (2010)

## География
Хутор находится на юго-востоке Киквидзенского района в пределах Хопёрско-Бузулукской равнины, являющейся южным окончанием Окско-Донской низменности, на правом берегу реки Мачехи (правый приток реки Бузулук), на высоте около 110 метров над уровнем моря. Почвы — чернозёмы обыкновенные.
Через хутор проходит автодорога Мачеха — Александровка. По автомобильным дорогам расстояние до областного центра города Волгоград составляет 320 км, до районного центра станицы Преображенской — 31 км.
Климат
Климат умеренный континентальный (согласно классификации климатов Кёппена — Dfb). Многолетняя норма осадков — 460 мм. В течение города количество выпадающих атмосферных осадков распределяется относительно равномерно: наибольшее количество осадков выпадает в июне — 54 мм, наименьшее в марте — 24 мм. Среднегодовая температура положительная и составляет + 6,5 °С, средняя температура самого холодного месяца января −9,4 °С, самого жаркого месяца июля +21,9 °С.

## История
Хутора Цепляевский, Вчерашние Щи и Якущевский относились к Хопёрскому округу Области Войска Донского. Хутора Цепляевский и Вчерашние Щи были основаны как владельческие посёлки. Согласно переписи населения Земли Войска Донского 1859 года в посёлке Цепляевском проживало 39 мужчин и 27 женщин, в посёлке Вчерашние Щи 53 мужчины и 54 женщины. Посёлок Якушевский в данных переписи 1859 года не значится. После отмены крепостного права посёлки были отнесены к Мачешанской волости. Посёлок Якушевский впервые значится в данных переписи 1873 года.
Земельные наделы хуторов были небольшими: согласно алфавитному списку населённых мест Области Войска Донского 1915 года земельный надел хутора Вчерашне-Щанского составлял 232 десятины, хутора Цепляевского — 132 десятин, хутора Якушевского — 92 десятины.
В 1928 году хутора были включены в состав Преображенского района (в 1936 году переименован в Киквидзенский район) Хопёрского округа (упразднён в 1930 году) Нижне-Волжского края (с 1934 года — Сталинградский край). Хутора входили в состав Якушевского сельсовета. В 1935 году населённые пункты Якушевского сельсовета переданы в состав Мачешанского района Сталинградского края (с 1936 года — Сталинградская область).
В 1962 г. указом Президиума Верховного Совета РСФСР хутор Вчеращние Щи переименован в Калиновский. В соответствии с решением исполкома облсовета депутатов трудящихся от 23 июня 1962 года № 14/369 Якушевский сельский совет Киквидзенского района был переименован в Калиновский сельский совет. Официальная дата объединения хуторов не установлена. Последний раз хутора Вчерашние Щи, Якушевский и Цепляевка значатся в списке населённых пунктов Мачешанского района за 1957 год.

## Население
Динамика численности населения по годам:
| Население                       | 1859 | 1873 | 1897 | 1915 |
| ------------------------------- | ---- | ---- | ---- | ---- |
| Цепляевский                     | 66   | 111  | 138  | 171  |
| Вчерашние Щи (Вчерашне-Щанский) | 107  | 167  | 212  | 300  |
| Якушевский                      | -    | 84   | 132  | 184  |

| 1987 |
| ---- |
| ≈860 |

| 2010 |
| ---- |
| 798  |